# Lophiotrema boreale
Lophiotrema boreale är en svampart som beskrevs av Math. 1985. Lophiotrema boreale ingår i släktet Lophiotrema och familjen Lophiostomataceae.  Arten är reproducerande i Sverige. Inga underarter finns listade i Catalogue of Life.